# Marie ze Châtillonu
Marie ze Châtillonu nebo také Marie z Blois (1345 – 12. listopadu 1404) byla dcera Johany z Penthièvre a Karla z Blois. Sňatkem s Ludvíkem I. z Anjou se stala vévodkyní z Anjou, hraběnkou z Maine, vévodkyní z Touraine, titulární královnou Neapole, Jeruzaléma a hraběnkou z Provence.

## Život
Marie se v roce 1360 provdala za Ludvíka z Anjou, syna krále Jana II. Francouzského. Tím vzrostly jeho oficiální tituly, i když by se vlastně nikdy nemohl stát králem Neapole. Po jeho smrti v roce 1384 se většina provensálských měst vzbouřila proti jejím synovi Ludvíkovi II. Marie zastavila své cennosti a postavila armádu.
Ona, její syn a armáda postupovali od města k městu a získávali podporu. V roce 1387 byl Ludvík oficiálně uznán hrabětem z Aix-en-Provence. PožádalaKarla VI. Francouzského, aby podpořil jejího syna při získání Neapole. V roce 1390 Ludvík s papežovou i francouzskou podporou odplul do Neapole. Marie sjednala sňatek mezi svým synem a Jolandou Argonskou, aby měli při získání Neapole podporu Aragonie.
Sňatek se uskutečnil v roce 1400. Marie byla schopná správkyně a na smrtelné posteli svěřila Ludvíkovi, že ušetřila částku 200 000 écus. To aby měla výkupné pro případ, že by byl zajat.